# Червонозаярське газове родовище
Червонозаярське газове родовище — належить до Талалаївсько-Рибальського нафтогазоносного району Східного нафтогазоносного регіону України.

## Опис
Розташоване в Полтавській області на відстані 13 км від м. Зіньків.
Знаходиться в центральній частині півн. прибортової зони Дніпровсько-Донецької западини.
Структура виявлена в 1975-78 рр. Родовище пов'язане з пологим структурним носом у межах зах. перикліналі Качанівського підняття, відокремленим від останнього скидом. Структурний ніс зафіксований у відкладах нижнього карбону, в пермських утвореннях це лише структурна тераса; розміри пастки 4,0х4,0 м, амплітуда 150 м. У 1981 р. з турнейських відкладів отримано перший промисловий приплив газу в інтервалі 4748-4756 м.
Поклади пластові, екрановані та літологічно обмежені. Колектори — пісковики. Запаси початкові видобувні категорій А+В+С1 — 1530 млн. м³ газу.